# 국민의회 (파키스탄)
국민의회(우르두어: ایوانِ زیریں پاکستان‬)는 양원제인 파키스탄 의회에서 하원에 해당하는 입법부이다. 하원인 국민의회와 상원은 모두 이슬라마바드의 국회의사당에서 소집된다. 국회는 국회의원(MNA)으로 불리는 총 342명으로 구성된 민주적으로 선출된 기구로, 이 중 272명이 직접 선출된 의원, 70명이 여성·종교소수자 예비의석이다. 정당이 과반수 확보와 보전을 위해서는 172석을 확보해야 한다.
국회의원은 일반 성인 참정권 하에서 선과거 제도를 통해 선출되며, 국회의원 선거구로 알려진 선거구를 대표한다. 헌법에 따르면 여성과 종교 소수자를 위한 70석의 의석은 비례대표에 따라 정당에 배분된다.
각 국회는 1차 회의부터 5년 임기로 구성되며, 이후 자동으로 해산된다. 현재 국회는 파키스탄의 대통령에 의해 해산될 수 없으며, 파키스탄의 총리에 의해 해산된다.
2008년 제13대 국회의원 선거는 2008년 2월 18일에 실시되었다. 2008년 3월부터 새로운 국회가 시작되었다. 2013년 3월 17일 제13대 국회는 헌법 52조에 따라 5년 임기를 마치고 해산되었다. 2013년 파키스탄 총선은 2013년 5월 11일에 치러진 파키스탄 총선이다. 2013년 6월 1일 제14대 국회의원들이 선서를 했다. 2018년 5월 31일 제14대 국회는 헌법 52조에 따라 5년 임기를 마치고 해산되었다. 파키스탄 제15대 국회는 2018년 8월 13일 파키스탄의 국회의원을 선출했다.
2022년 4월 3일 파키스탄의 대통령 아리프 알비는 임란 칸 총리의 조언에 따라 58-I, 48-I조에 따라 의회를 해산했다. 4월 7일, 파키스탄 대법원은 해산 명령을 철회하고 국회를 복원했다.

## 권력
1973년 4월 국회에서 만장일치로 통과된 파키스탄 헌법은 대통령이 국가의 의례적인 총리로 선출되고 총리가 정부의 총리로 선출되는 연방 의회제를 규정하고 있다. 파키스탄 헌법 제50조에 따르면 연방의회는 양원제인 파키스탄 의회로 구성되며 대통령과 양원제인 의회(국민의회(하원), 상원)으로 구성된다.
파키스탄의 주권 입법 기관인 국회는 연방 입법 목록에 명시된 권한 아래 연방을 위한 법을 제정하며, 동시에 연방 입법 목록에 있는 대상들을 위한 법을 제정한다. 토론회, 휴회동의안, 질의시간, 상임위 등을 통해 국회는 정부를 견제한다. 그것은 정부가 헌법에 명시된 변수 안에서 기능하고, 국민의 기본권을 침해하지 않도록 보장한다. 의회는 공공 지출을 면밀히 조사하고 관련 상임 위원회의 업무를 통해 정부에 의해 발생하는 지출에 대한 통제를 행사한다. 회계위원회는 감사원장의 보고서를 검토하는 특별한 역할이 있다.
상원은 지방 인구에 기반한 국회에서 지방 불평등을 균형 있게 조정하는 연방 단위에서 동등한 대표성을 갖는다. 상원의 역할은 국가의 화합과 화합을 촉진하고 연방의 안정적 요소로 작용하는 것이다. 상원에는 104명의 의원이 있으며, 6년 임기를 번갈아 가며 상원 의원의 절반이 3년마다 선거인단에 의해 재선된다. 국회는 342명으로 구성되어 있다. 헌법은 대통령에게 국회를 해산할 권한을 부여하지 않는다. 상원은 해산 대상이 아니다. 오직 의회만이 각 의회에서 3분의 2의 다수결로 헌법을 개정할 수 있다.

## 회기
국회는 회기로 나뉜다. 1974년 5월 8일 수정헌법이 통과되기 전까지 130일 동안 회의를 해야 했다. 이번 개정안에 따르면, 연속 회기간의 최대 기간이 130일에서 90일로 단축되었으며, 1년에 최소 3회 이상 있어야 한다. 국회는 헌법 제54조 제1항에 따라 대통령이 소집한다. 소환 명령에서 대통령은 국회가 만날 날짜, 시간, 장소(보통 국회의사당)를 알려준다. 국회 소환 날짜와 시간은 라디오와 텔레비전을 통해 즉시 발표된다. 일반적으로 소환장 사본은 회원들의 집 주소에도 보내진다. 국회도 전체 재적의원 4분의 1의 요구가 있을 경우 국회의장이 소환할 수 있다. 국회가 그렇게 징발되면 14일 이내에 소환해야 한다.

## 위원회
위원회 제도를 인정하는 한편, 위원회는 부처의 모든 문제에 관여할 수 있는 권한을 부여받았다. 의안은 의장 또는 의회의 동의 없이 상임위원회에 송부할 수 있다.
위원회는 또한 검토 중인 사안과 관련하여 특별한 이해관계가 있는 위원 또는 다른 사람을 사전에 초청하거나 소환할 수 있으며, 전문가 증거를 청취하고 공청회를 개최할 수 있다.

## 같이 보기
- 파키스탄의 정치